# Boarmia hyposticta
Boarmia hyposticta là một loài bướm đêm trong họ Geometridae.